# Île Blanche (Svalbard)
L'Île Blanche (en norvégien : Kvitøya) est une île de l'archipel du Svalbard, en mer de Barents. Elle a une superficie de 682 km2. Elle constitue la partie la plus orientale du royaume de Norvège. La possession russe la plus proche, l'île Victoria, ne se situe qu'à 62 kilomètres à l'est de l'île Blanche.
L'île est presque complètement recouverte de glace (Kvitøyjøkulen) avec son dôme classique en forme de sablier qui lui a donné son nom. Les quelques terres non recouvertes de glace ne mesurent que quelques kilomètres carrés et sont nues et rocailleuses. Le plus grand de ces espaces est Andréeneset au sud-ouest de l'île. L'île fait partie de la réserve naturelle du Svalbard Nord-Est.

## Histoire
L'île a été découverte par le néerlandais Cornelis Giles en 1707 et s'est trouvée sur des cartes sous le nom de « terre de Giles » et sous des formes, tailles et positions différentes pendant des décennies. En août 1864 Sivert Kristian Tobiesen l'atteint.
Le nom actuel lui a été donné par le baleinier Johan Kjeldsen de Tromsø en 1876.
En 1897 y périrent l'explorateur suédois Salomon August Andrée ainsi que ses compagnons Knut Frænkel et Nils Strindberg, à la suite d'une tentative avortée de rejoindre le pôle Nord en ballon. Partis de Danskøya, les trois hommes s'échouèrent sur la banquise trois jours plus tard puis marchèrent trois mois sur la banquise pour finalement atteindre Andréeneset (le cap Andrée), où ils établirent un camp. Le camp et les corps des explorateurs ne furent retrouvés que 33 ans plus tard par l'Expédition Bratvaag. On pense que les trois membres de l'expédition sont morts quelques jours après leur arrivée sur l'île. Un monument commémorant les trois hommes a été érigé sur l'île. Un autre monument, établi par l'expédition de Stockholm en 1997 pour commémorer les 100 ans de cet événement tragique, a été délibérément détruit par les autorités du Svalbard en raison du caractère illégal de sa construction.